# Uncharted 3: la traición de Drake
Uncharted 3: La traición de Drake (titulado originalmente Uncharted 3: Drake's Deception) es un videojuego de acción y aventura de disparos en tercera persona desarrollado por Naughty Dog y publicado por Sony Computer Entertainment. Es la tercera entrada principal de la serie Uncharted y se lanzó en noviembre de 2011 para PlayStation 3. Ambientada dos años después de Among Thieves (2009), la historia para un jugador sigue a Nathan Drake y su mentor Victor Sullivan en su búsqueda de la legendaria ciudad perdida de Iram de los Pilares mientras luchaba contra una sociedad secreta liderada por la ex empleadora de Sullivan, Katherine Marlowe.
El desarrollo de Uncharted 3: Drake's Deception comenzó en 2010. El desarrollo se abordó incorporando ubicaciones distintas de las entradas anteriores de la serie, y el equipo decidió desiertos y áreas urbanas, inspirándose para la trama en la vida del arqueólogo T. E. Lawrence. Naughty Dog buscó mejorar la apertura y el realismo del juego, aumentando el volumen de captura de movimiento y actuación de voz, y realizando investigaciones de campo para mejores entornos visuales y sonidos. El equipo de desarrollo también se propuso mejorar el sistema multijugador, introduciendo nuevos modos competitivos y cooperativos, mientras que el juego también se destaca por ser uno de los primeros en incluir la nueva función PlayStation Network Pass en línea.
Uncharted 3: Drake's Deception recibió elogios por su actuación de voz, gráficos, historia y calidad cinematográfica. Algunos criticaron su linealidad y lo encontraron inferior a su predecesor. El juego recibió elogios al Juego del Año de numerosas publicaciones y eventos de premios, y fue un éxito comercial, vendiendo más de nueve millones de copias en todo el mundo, lo que lo convirtió en uno de los juegos de PlayStation 3 más vendidos. Al juego le siguió la secuela Uncharted 4: A Thief's End en 2016, y fue relanzado en PlayStation 4 como parte de Uncharted: The Nathan Drake Collection.

## Sinopsis
Nathan Drake y Sully negocian la compra del anillo del primero (que perteneció a Sir Francis Drake) por parte de Talbot. Pero, este les tiende una emboscada y los cazarrecompensas descubren que está bajo las órdenes de Katherine Marlowe, una vieja conocida. Al parecer, el anillo funciona como un descodificador del astrolabio que marca la ruta a la ciudad perdida de Ubar, también conocida como la Atlántida de las Arenas. Personajes como Sir Francis Drake o Lawrence de Arabia intentaron buscarla, aperentemente sin éxito. Ahora es el turno de Nathan y compañía.

## Jugabilidad

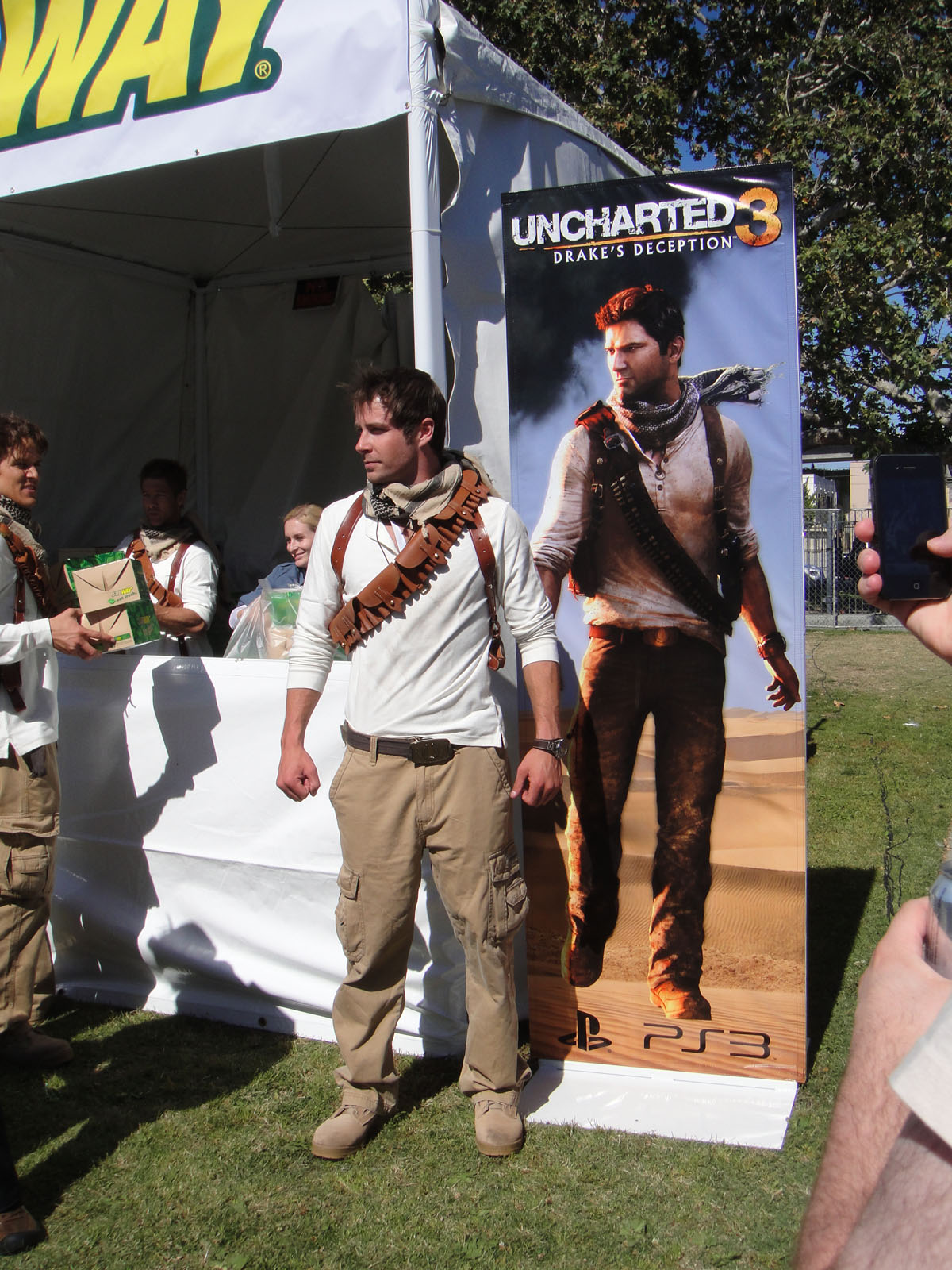
Cosplay de Nathan Drake en el E3 de 2011.

El juego es casi igual que sus anteriores entregas pero incluirá nuevas características como una mayor escalada hacia atrás y la capacidad para combatir a varios enemigos a la vez.
El equipo de Naughty Dog ha confirmado que el protagonista del juego, Nathan Drake, tendrá un amplio número de animaciones diferentes, que le permitirán reaccionar de acuerdo al entorno. Todo el dinero que los jugadores ganen en el modo de juego de historia podrá transferirse al modo multijugador, y viceversa. Este dinero puede utilizarse para comprar nuevas armas, así como actualizaciones para el juego en línea.
Arne Meyer desveló algunas facetas del modo de juego antes de su publicación, diciendo que:

"...las claves son las nuevas opciones en el cuerpo a cuerpo, y un repertorio expandido de movimientos de ocultación, con uno de los cuales Drake puede saltar desde arriba para causar una muerte silenciosa. Estoy personalmente emocionado con estos nuevos movimientos de pelea, que te permiten enfrentarte a muchos enemigos a la vez, y usar el entorno, ya sea agarrando una silla, golpeando a un enemigo contra un muro, o quitándoles su arma y despachándolos de esa forma."

## Mejoras
La jugabilidad es muy similar a las anteriores entregas, destacando la inclusión de algunos movimientos nuevos como el combate con varios enemigos a la vez, devolver las granadas, los ataques aéreos sigilosos y la interacción en los combates de cuerpo a cuerpo. Es posible nadar y disparar desde el agua y es posible interactuar con algunos objetos del entorno para aniquilar a los enemigos.
Dentro del apartado de trofeos se nota la ausencia de algunos clásicos, pero también se incluyeron algunos trofeos nuevos relacionados con la historia y con detalles muy curiosos.

## Campaña

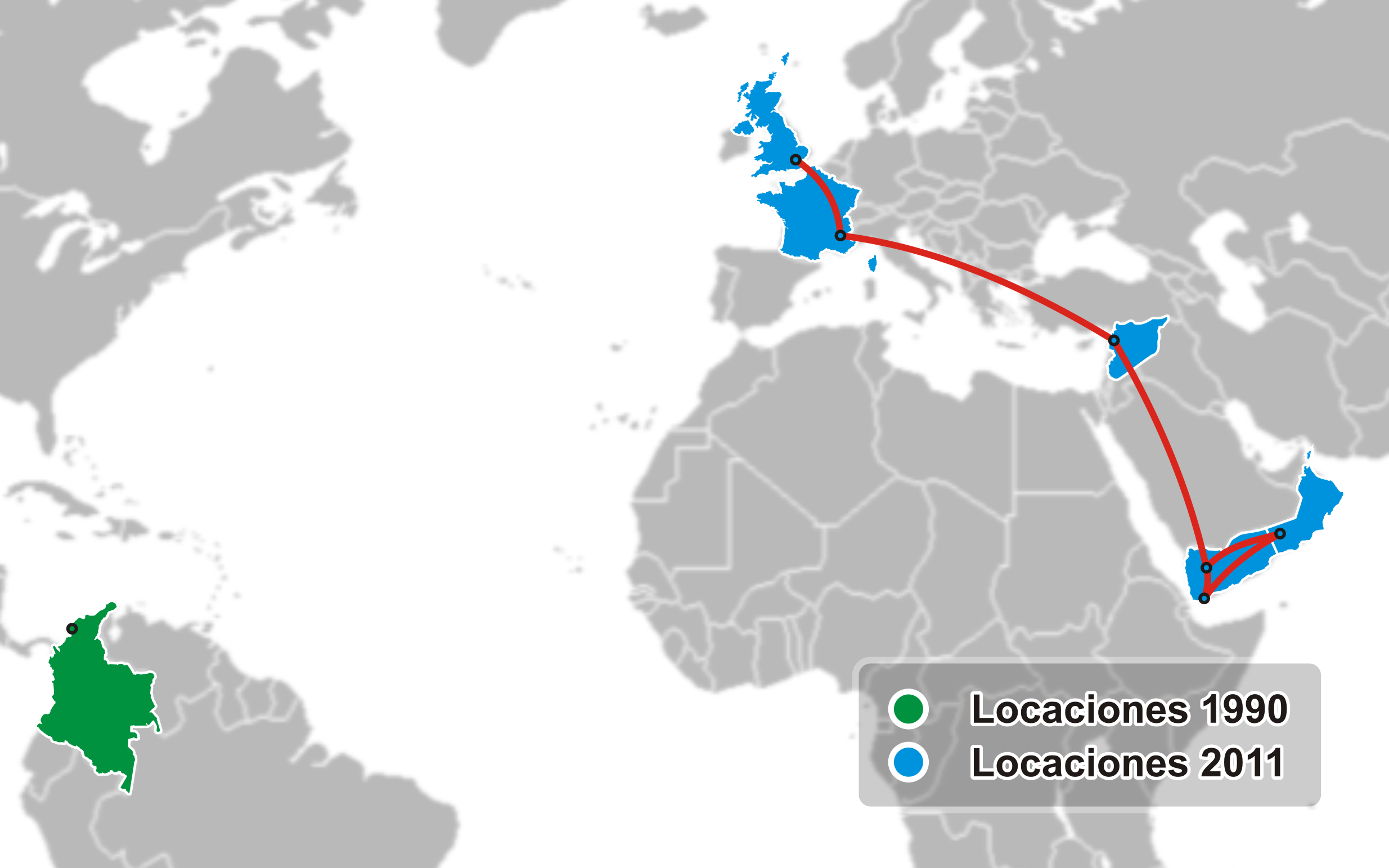
Travesía en Uncharted 3: La traición de Drake

La campaña para un jugador consta de 22 misiones:
- Capítulo 1: "Otra ronda" (Desarrollo: Reino Unido ): La historia comienza con Nathan Drake recitando una famosa frase del explorador Thomas Edward Lawrence en Londres, se encuentran Nate y su mentor, Sully, donde se reúnen con Talbot, que está dispuesto a pagar una suma de dinero por el anillo de Drake, pero se dan cuenta de que el dinero es falso, Talbot huye con el dinero, mientras Drake y Sully pelean con los matones de Charlie Cutter tratando de escapar del local. Muy pronto son abatidos por los matones que los dejan tirados en un callejón, después llegan Talbot y su cliente, Katherine Marlowe quien le arrebata el anillo a Drake. Este se dispone a recuperarlo pero en ese momento Cutter les dispara a él y a Sully, Talbot y Marlowe se montan en un coche y se van, mientras enfocan los cuerpos muertos de los protagonistas.

- Capítulo 2: "Lo grande empieza pequeño" (Desarrollo: Colombia ): La historia se remonta 20 años antes, el joven Drake entra al Museo Marítimo de Cartagena en busca del anillo del caballero Francis Drake, después de dar vueltas logra encontrarlo en una de las vitrinas, pero se da cuenta de que está cerrada con llave, en ese momento aparece el joven Sully tratando de hacer lo mismo, solo que él posee una llave. Entonces descubren a Drake y lo echan del museo. Es entonces que el joven Drake se dispone a seguirlo por toda la ciudad. Sully se reúne con la joven Marlowe y se detienen en un puesto callejero, Drake le quita la billetera (donde tenía la llave) pero es descubierto por Sully, quien al final le deja ir con tal de que le devuelva la billetera, Drake se la devuelve pero astutamente le quita la llave.

- Capítulo 3: "Robo en el museo" (Desarrollo: Colombia ): Al atardecer, Drake se infiltra en el museo ya cerrado en busca del anillo, este lo encuentra junto con un Astrolabio, pero se da cuenta de que es un tipo de Decodificador que funciona con el anillo y comienza a sacar sus anotaciones hasta que aparecen Sully, Marlowe y sus hombres. Marlowe intenta quitarle los artefactos y toma el astrolabio pero cuando solicita el anillo, Drake lo esconde y esta propina un castigo, Sully entonces le pide que lo deje ir ya que es sólo un niño, ella no escucha y está dispuesta a matarlo pero Drake escapa y esquiva a los hombres de Marlowe y huye por los tejados, con ayuda de Sully, muy pronto se ve acorralado él por un agente de Marlowe, Drake agarra una .45 Defender y trata de intimidar al agente pero este se dispone a matarlo, Sully llega entonces en su salvación y mata al agente, llevando al joven a un lugar seguro. Más tarde, Drake le explica a Sully, que Francis Drake navegó hasta Arabia y escondió algo allí, algo muy grande, este le revela que posiblemente el Anillo y el Astrolabio sean la clave, después ellos se presentan formalmente y se vuelven amigos.

- Capítulo 4: "Búsqueda concienzuda" (Desarrollo: Reino Unido ): De vuelta en el presente, se revela que todo fue un plan bien elaborado de Drake y Sully junto con Cutter, revelando que el anillo original sigue con ellos y Marlowe se ha llevado una falsificación. Estos junto con Chloe Frazer (del anterior Uncharted 2: El reino de los ladrones) se disponen a encontrar a Marlowe y Talbot, Chloe Frazer los siguió después de que huyeran y lleva a la pandilla a un Garaje donde supuestamente estaban escondidos y que revela un túnel subterráneo.

- Capítulo 5: "Metro de Londres" (Desarrollo: Reino Unido ): Drake, Sully y Cutter se abren paso por el subterráneo, custodiado por los Agentes de Marlowe, llegando a una biblioteca donde descubren el libro del explorador Thomas Edward Lawrence y el astrolabio, recuperan un mapa antiguo que prueba que Drake navegó a Arabia, pero son flanqueados por los hombres de Marlowe. Drake, Sully y Cutter se abren paso por la estación North Atwood y son rescatados por Chloe. Devuelta en un piso franco, Drake revela que Francis Drake navegó a Arabia enviado por Isabel I y John Dee en busca de la ciudad perdida de Ubar en medio del desierto de Rub al-Jali, luego revela que Lawrence también buscaba la misma ciudad y escribió en su cuaderno 2 símbolos que aparecen en el mapa de Drake, uno en Francia otro en Siria. Así que el equipo se dispone a buscar Ubar.

- Capítulo 6: "El Château" (Desarrollo: Francia ): Drake y Sully van a Francia mientras que Chloe y Cutter toman Siria. En una parte del Este de Francia buscan el Castillo marcado con el símbolo de Lawrence, pero ven que Talbot y sus hombres han llegado con el mismo objetivo, después de abrirse paso por los agentes. Drake y Sully pronto descubren el laboratorio de John Dee, consultor de la reina Isabel I, este lleva a un pasadizo secreto donde encuentran la tumba del caballero Lord Goldfrey y una inscripción de una ciudad que llevaría a Ubar. Pero son acorralados por Talbot, este ordena a un agente a quitarles la inscripción pero es asesinado por unas arañas carnívoras.

- Capítulo 7: "Quédate en la luz" (Desarrollo: Francia ): Acorralados por las arañas, Drake y Sully logran escapar del lugar, pero ven que los hombres de Marlowe están quemando el castillo con tal de destruir las arañas. Se abren paso por los agentes mientras el Castillo se quema y logran escapar a duras penas, Sully duda entonces de que si lo que están haciendo es por la razón correcta, luego de todo recapacitan de que si ellos fueron emboscados por Talbot en Francia, Chloe y Cutter probablemente sufrieron el mismo destino en Siria, así que se disponen a reunirse con ellos para tratar de ayudarlos.

- Capítulo 8: "La ciudadela" (Desarrollo: Siria ): Dispuestos a rescatar a Chloe y Cutter, Drake y Sully se abren paso por la ciudadela controlada por los hombres de Marlowe, pero se dan cuenta de que Cutter y Chloe están bien, descubren pistas y conscientes de que la clave de todo pueda ser la frase "Quod est inferius est sicut quod est superius" (Como es arriba, es abajo) la banda logra encontrar la cripta a la tumba del caballero que pueda tener la segunda inscripción, llevándolos a unos pilares donde Cutter es drogado por Talbot.

- Capítulo 9: "El camino del medio" (Desarrollo: Siria ): Cutter ataca a Drake bajo los efectos de la droga, lo acecha intentando matarlo, pero en ese momento llegan Sully y Chloe en su rescate, después son acorralados por las arañas pero estas no los atacan, debido a la luz de la antorcha, después de abrirse paso por una serie de rompecabezas, la banda descubre la inscripción que apunta a una ciudad en Yemen, pero son interceptados por Marlowe y Talbot; Drake, Chloe y Sully logran evadirlos pero Cutter no, Marlowe arrebata la inscripción y se dispone a quemarlo vivo, Cutter salta del edificio rompiéndose una pierna y evadiendo la muerte. Los cuatro logran salir vivos de la ciudadela, escapando en un autobús, Chloe y Cutter se retiran debido a los peligros que enfrentan y la pierna rota. Drake y Sully siguen en la búsqueda y disponen a irse a Yemen.

- Capítulo 10: "Investigación histórica" (Desarrollo: Yemen ): Drake y Sully se reúnen con Elena Fisher (de las anteriores entregas y el gran amor de Drake) quienes recorren la ciudad de Saná en busca del rastro de Sir Francis Drake en su expedición a las Indias Orientales, pero se dan cuenta de que Talbot esta también en la ciudad buscando la misma pista. Drake dispone a seguirlo pero es acorralado por los hombres de Marlowe, este logra evadirlos al final con Sully y Elena.

- Capítulo 11: "Arriba igual que abajo" (Desarrollo: Yemen ): Al tratar de evadir a los hombres de Marlowe, los tres se topan con un pozo que oculta la pista a Ubar, estos después de una serie de rompecabezas encuentran la ubicación exacta de Ubar mediante constelaciones las cuales Sully memoriza, pero son acorralados por las mismas arañas de Francia, estos logran escapar de ellas pero son emboscados por los hombres de Marlowe nuevamente, después de salir del pozo, Drake es drogado y conducido hasta la Marlowe, Talbot y Rameses (líder de unos piratas locales), la mujer entonces relata sobre el pasado de Nathan y trata de jugar con su mente, entonces descubre de la ubicación de Sully y planea capturarlo, pero Drake escapa y persigue a Talbot por toda la ciudad, al final Drake y Talbot se enfrentan, cuando Drake parecía derrotar a Talbot, es golpeado por Rameses y queda inconsciente.

- Capítulo 12: "Secuestro" (Desarrollo: Yemen ): Drake es secuestrado por Rameses y sus piratas, trata de negociar con Drake sobre la ubicación de Ubar, pero Drake se niega y el pirata deciden torturar a él y a Sully, el protagonista escapa y se abre paso por un cementerio de barcos combatiendo a los piratas de Rameses, mientras descubre que este se dirige a un crucero, entonces se dispone a seguirlo.

- Capítulo 13: "Aguas turbulentas" (Desarrollo: Yemen ): Con tal de seguir a Rameses al crucero y rescatar a Sully, Drake es acorralado por los piratas que se disponen a salir del lugar debido a una tormenta, Drake se sube a unos de sus botes, después de abatir varios piratas en botes, Drake sube al crucero.

- Capítulo 14: "Crucero peligroso" (Desarrollo: Yemen ): Ya en el crucero, Drake se abre paso por la popa y se dirige a la bodega donde tienen cautivo a Sully, pero finalmente se da cuenta de que todo fue un engaño por Rameses y que en realidad Sully no fue secuestrado.

- Capítulo 15: "Húndete o nada" (Desarrollo: Yemen ): Acorralado, Drake dispara a Rameses y arroja una granada explotando unos de los muros del casco, provocando que el barco se hunda. En su intento de huir, un malherido Rameses dispara al vidrio provocando que el barco se llene de agua para hundirse en su totalidad, Drake queda a la deriva en el mar abierto. Más tarde Drake se encuentran de nuevo en la ciudad en Yemen y se reúne con Elena. Ella le revela que Marlowe y sus hombres tienen a Sully y están en una caravana hacia el Rub al-Jali. Elena y Drake planean subirse a un avión que arrojará provisiones a la caravana.

- Capítulo 16: "Ahora o nunca" (Desarrollo: Yemen ): En el aeropuerto Drake y Elena disponen a subirse al avión, abriéndose paso por los soldados a través de las bodegas y hangares, una vez en la pista, Drake pide a Elena que no suba al avión perderla y esa es la última oportunidad que tienen. Drake corre pero el avión escapa y a duras penas con ayuda de Elena y un Jeep sube al avión justo antes de despegar.

- Capítulo 17: "Polizón" (Desarrollo: Yemen ): Ya en el avión Drake es descubierto por los hombres de Marlowe, este libera gran parte de la carga provocando que el avión sufra daños graves, entonces el combate a bordo se suscita y una vez que tiene suficientes daños se desploma, Drake sale volando del avión pero logra aferrarse a una caja con paracaídas que después aterriza en el desierto, se dirige entonces a ver las ruinas del avión buscando algo útil para continuar.

- Capítulo 18: "Rub Al-Jali" (Desarrollo: Yemen y Omán /): En el vasto desierto de Rub Al-Jali, Drake recorre gran distancia teniendo una serie de espejismos y alucinaciones con Sully y su necesidad de agua, ya en su último aliento descubre lo que parece ser un pueblo, aunque no se fía mucho de que sea real después de haber visto tantos espejismos.

- Capítulo 19: "El asentamiento" (Desarrollo: Omán ): Drake se da cuenta de que el pueblo que visualizó no fue una alucinación, pero se da cuenta de que está desierto. Drake en busca de agua, es emboscado por los hombres de Marlowe, abriéndose paso por las ruinas Drake es acorralado por un gran número de soldados, pero en ese momento llegan unos beduinos que lo salvan, escapando finalmente. Más tarde, en el campamento beduino, Drake conoce a Salim, jefe de la tribu. Este le revela que el Rey Salomón una vez comandó el poder de los Jinn (demonios nacidos de fuego sin humo), los aprisionó en una vasija de bronce y la arrojó a la profundidad de la ciudad, es desde ese momento que Ubar se volvió maldito. Drake y Salim entonces planean detener a la caravana inglesa con tal de que no revelen el poder de los Jinn.

- Capítulo 20: "El convoy" (Desarrollo: Omán : Drake, Salim junto con otros Beduinos se abren paso por los vehículos de los ingleses, después, Drake rescata a Sully luego de una persecución a caballo fenomenal, Así que Drake, Sully, Salim y el grupo de beduinos tratan de llegar hacia la entrada a la ciudad perdida, pero los protagonistas se separan debido a una tormenta de arena que les impide ver, entonces los dos se abren paso por los soldados en la tormenta, y llegan hacia las puertas de la ciudad donde supuestamente está la ciudad perdida.

- Capítulo 21: "La Atlántida de las Arenas" (Desarrollo: Omán ): Ya en Ubar o también conocida como Iram la de los pilares, Drake y Sully se encuentran con un pozo alimentado de un manantial subterráneo, Drake bebe del pozo y aprecian un eclipse, en ese momento aparece Talbot, quien mata a Sully. Drake es impulsado por vengar a su mentor y persigue a Talbot, abriéndose paso por los agentes que han cambiado y se han transformado en unas bestias con cráneos de fuego. Drake empieza a alucinar, pero después de un rato vuelve a la realidad.

- Capítulo 22: "Los que sueñan de día" (Desarrollo: Omán y Yemen /): Drake dispuesto a detener a Marlowe y a Talbot, enfrenta a varios agentes, después se reúne con Sully, quien supuestamente había muerto. Sullivan le revela entonces que el agua es la que tiene un agente alucinógeno debido a los espíritus de los Jinn, Drake se da cuenta de que eso es lo que buscan Marlowe y Talbot, y lo que buscaban John Dee e Isabel I, pero Francis Drake, al descubrir el verdadero motivo, le mintió a la reina y ocultó pruebas de su viaje reescribiendo la historia. Sully y Drake disponen a acabar con Marlowe y Talbot pero Sully es arrojado al agua al forcejear con Talbot, Drake acude a su rescate y destruye la polea con un lanzagranadas, pero dos balas escapan de filo causando el colapso de la ciudad, después de abrirse paso por los agentes restantes, Drake, Talbot y Marlowe quedan atrapados en arenas movedizas, Drake y Talbot escapan pero Marlowe queda en el medio hundiéndose por completo, ella le dice a Drake que obtenga el anillo y pruebe su grandeza, pero Nathan contesta que no tiene nada que probar. Después de una rápida reflexión intenta ayudarla pero es demasiado tarde y Marlowe muere y se hunde junto con el anillo. Sully y Drake intentan salir de la ciudad, pero Talbot enfurecido los sigue y se arroja con Nate a una porción de tierra donde pelean, Talbot saca un Cuchillo e intenta asesinar a Drake, dando comienzo a la batalla final. Talbot está a Punto de asesinar a Drake pero Sully acude a su rescate, Drake mata al fin a Talbot y salen de la ciudad con la ayuda de Salim. Luego de esto, aparecen Drake y Sully devuelta en Yemen, donde se disponen a irse de la ciudad. Sully revela a Drake que él fue el hijo que nunca tuvo y le devuelve el anillo de compromiso que supuestamente perdió, y le pide que regrese con Elena ya que no quiere que cometa sus mismos errores. Drake entonces le revela a Elena que lleva el anillo puesto, ambos se abrazan y planean vivir un futuro feliz junto con Sully. Al final salen los tres caminando hacia el avión donde Elena pregunta si hay paracaídas para los tres, Sully contesta: "Más o menos". Después de esto aparecen los créditos.

## Multijugador

### Modos
- Duelo por equipos: consiste en que hay dos equipos y se tienen que matar mutuamente para conseguir puntos.

- Todos contra todos: es igual que en Duelo por equipos solo que esta vez es sin equipos (individualmente).

- Objetivo de equipo: consiste en que dos equipos compiten por ganar algunos objetivos:

-Ídolo: consiste en que el equipo debe tener un ídolo en su poder el mayor tiempo posible.
-Rey de la montaña: consiste en que el equipo debe estar el máximo tiempo posible en una zona designada en el mapa.
-Hombres marcados: se marcan un hombre en cada equipo y el equipo tiene dos misiones, proteger a su hombre marcado y matar al contrario.
-Reacción en cadena: el equipo debe ir capturando territorios en un orden determinado.
-Guerra de Turba: el equipo debe capturar y proteger tres territorios en el mapa el máximo tiempo posible.
- Saqueo: consiste en que el equipo debe devolver el ídolo a su base.

- Hardcore: No hay recompensa de medalla, solamente tienes más salud.

- Arena coop: consiste en que un equipo debe resistir varias oleadas de enemigos controlados por el ordenador.

- Arena de cazador coop: consiste en que hay dos equipos, héroes (deben llevar los ídolos a sus respectivos cofres) y enemigos (deben impedir que los héroes realicen la tarea anterior).

- Aventura coop: un equipo debe completar un mapa determinado sacados del modo campaña.

### Mapas

#### Competitivo
-Yemen.
-Pista de aterrizaje.
-Château/ Castillo.
-Siria.
-Metro de Londres.
-Aldea del desierto/ Pueblo desértico.
-Ciudad de bronce.
-Ruinas fundidas.
-Instalación.
-Alturas/ Edificio alto.
-Museo.
-Puerto seco.
DLC: incluye versiones remezcladas de los mapas Cave, Fort, Lost City y Sanctuary de Uncharted 2 por 7.99€. Hoy en día esos mapas están gratis para todos sus usuarios.
Un post idéntico en el PlayStation Blog americano confirmaba su lanzamiento en dicho territorio ayer.
Los nuevos mapas incluirán efectos dinámicos de iluminación, nuevos efectos de partículas, texturas mejoradas y efectos climatológicos.
Sony, además, ha anunciado sus planes para futuros DLCs.
Hay preparados nuevos packs con skins para personajes: el Rogues Pack 1 y el Rogues Pack 2 permiten jugar "como algunos de los villanos y personajes menores" de Uncharted 3, mientras que el Donut Pack 1 ofrece versiones engordadas de algunos de los personajes más conocidos de la franquicia.

#### Cooperativo
- Borneo: Nathan Drake y compañía encuentran varios trozos de tablilla grabada donde se ve a una estatua con dos cabezas.
- Metro de Londres: Drake va a una librería en el subsuelo de Londres donde encuentra un mapa para ir al monasterio.
- Monasterio: Drake encuentra un disco que le lleva a Siria.
- Siria: Drake encuentra una cabeza de la estatua, pero ¿Y la otra?
- Aeropuerto: Drake se enfrenta contra Lazarevic, Eddie Raja y Flynn, y consiguen la otra cabeza de la estatua.
- Fuerte: Prólogo que muestra como Lazarevic, Eddie Raja y Flynn encuentran la cabeza de la estatua.

## Personajes
- Nathan Drake: personaje principal de juego, de 35 años de edad, se autodenomina descendiente de Sir Francis Drake.

- Elena Fisher: periodista, enamorada de Nate, al final del juego terminan juntos, no le gusta nada la idea de que Drake ande en busca de Iram por lo sucedido en la anterior juego, Uncharted 2: El reino de los ladrones.

- Victor Sullivan: amigo principal de Nathan Drake, considera a Nate como un hijo, influye mucho en las decisiones de este, es un personaje carismático de aproximadamente 60 años de edad.

- Chloe Frazer: amiga de Nate y Sully. Se retira en Siria al ver los peligros a los que se enfrentan.

- Charlie Cutter: amigo de Drake, Sully y Chloe, por sus diálogos en el juego se presume tiene un amplio conocimiento en historia. Ayuda a Drake hasta que se rompe una pierna en Siria y decide retirarse.

- Katherine Marlowe: antagonista principal del juego, pertenece a una especie de sociedad secreta británica, busca la ciudad perdida, manipula a sus enemigos mediante el miedo, al final queda al descubierto que su objetivo era liberar el poder de los espíritus de los Jinn para cumplir con un plan sumamente malvado. Muere al hundirse en arenas movedizas.

- Talbot: Lugarteniente de Marlowe y mediador de la compra del anillo de Drake entre este y Katherine Marlowe. Se alía con esta, al final muere derrotado por Drake.

### Personajes secundarios
- Ramsés: pirata de nacionalidad yemení, contratado por Marlowe y Talbot para matar a Drake. Le perdona la vida con tal de que le diga donde se encuentra la Atlántida de las arenas. Muere ahogado en su propio barco luego de haber fracasado en su intento de asesinar a Drake.

- Salim: Líder de una tribu de beduinos que ayuda a Drake a alcanzar la caravana de Marlowe en el desierto, le explica a este que en las profundidades de la ciudad están atrapados los espíritus de los Jinn y que por ningún motivo nadie debe abrir la vasija donde se encuentran. Ayuda a Drake a escapar al final de juego.

## Lanzamiento
El lanzamiento fue el 2 de noviembre de 2011, aunque en España algunos tuvieron el juego el día 31 de octubre por haber reservado el juego meses atrás en la cadena de tiendas de videojuegos GAME.
Previamente, en octubre, se había llevado a cabo un preestreno en el desierto de Jordania, al que asistieron varios fanes de diversos países europeos a través de un concurso en las redes sociales.

## Armas
Armas cortas
- .45 Defender: Pistola estándar de Drake, con capacidad de hasta 64 balas, muy eficaz para combates de pequeñas distancias, aunque presenta algunos retrocesos.
- Para 9: Una de las pistolas estándar de Drake, pistola alemana semiautomática con capacidad de hasta 60 municiones, es eficaz para combates en espacios algo reducidos y con pocos enemigos.
- Pistola con silenciador: Una de las tres pistolas más utilizadas por Drake, es una pistola con buena cantidad de munición y muy eficaz para combates que requieran un estilo sigiloso.
- Pistola Raffica: Pistola de ascendencia italiana con capacidad de hasta 90 balas, ofreciendo al jugador un gran poder de fuego en un arma pequeña, es una pistola útil en combates a corta distancia (llamada originalmente Beretta 93R).
- Arma Micro: Es un subfusil de capacidad de hasta 90 balas y con gran daño al enemigo dando varios disparos, eficaz en combates de pequeñas distancias.
- Rifle Tau: Es un rifle con capacidad de hasta 12 balas (sólo en campaña) con mira telescópica, es muy potente y puede eliminar a un enemigo con un solo disparo, es muy efectivo para combates a largas distancias gracias su mira de largo alcance.
- Mag 5: Es una revolver semiautomático con capacidad de hasta 14 municiones, es un revólver de gran alcance con un tambor grande y grueso. Es un arma muy escasa, por lo que será algo difícil de encontrar en el juego.
- Wes-44: Es un revólver de punta larga, es muy difícil de encontrar en el juego (se encuentra en el capítulo Abducido). Su capacidad de munición es pequeña, pero es muy útil en combates cuerpo a cuerpo. Es alusivo a un Smith & Wesson calibre 44. Capacidad de hasta 12 cartuchos.
- Pistolón: Es una escopeta de mano de pequeño tamaño, pero fatal en combates que requieran pequeñísimas distancias. Soporta una cantidad media de hasta 10 municiones y tira ráfagas de hasta 2 balas.

Armas largas
- AK-47: Es un fusil de asalto soviético, potente a cualquier distancia aunque con considerable retroceso. Se encuentra en cualquier parte del juego su mira regular también es posible aumentarla un poco.
- G-MAL: Otra arma común, el G-MAL tiene mira telescópica que lo hace muy útil para cubrir largas distancias con una ráfaga de 3 disparos. Aunque ágil, es recomendable usar cualquier otra arma para combates de cortas distancias.
- M9: Basado en el FN SCAR, es un fusil de Asalto de largo alcance con una capacidad de munición de hasta 128 balas es eficaz cubriendo largas distancias. No es alusivo a una pistola M9.
- KAL-7: Es una carabina desarrollada en la Unión Soviética. Es básicamente una versión corta del AK-74 lo que combina el tamaño reducido de un subfusil. Es potente y fácil de usar es esencial para misiones que ocupen una pequeña distancia aunque, como muchos fusiles, tiene un pequeño aumento en su mira regular. Su capacidad de municiones es de hasta 150 balas. Llamado oficialmente AKS-74U.
- Escopeta Recortada: Es una escopeta semiautomática con capacidad de hasta 16 municiones.Un arma tan poderosa y compacta es especialmente útil en espacios reducidos.
- SAS-12: Escopeta italiana, puede disparar de manera semiautomática, potentísima a corta distancia y con capacidad de hasta 12 municiones.

Armas especiales
- RPG-7: Bazuca soviético, con capacidad de hasta 3 cohetes, muy útil para infanterías y vehículos.
- M32 Hammer: Un lanzagranadas sudafricano semiautomático, con capacidad en su tambor para 12 granadas eficaz para pelotones y maquinarías pesadas.
- PAK-80: Es una enorme ametralladora que reduce considerablemente la capacidad de movilidad del jugador es posible rodar y saltar mientras se usa el arma y uno puede ponerse a cubierto sin dejar caer el arma. Pero contiene una enorme cantidad de munición y destruye al enemigo rápidamente.
- Escudo Antidisturbios: Es un escudo blindado, soporta cualquier disparo de balas, aunque reduce drásticamente la movilidad y velocidad. Los soldados que lo porten serán inmunes a las balas, aunque no de igual manera a granadas, cohetes y explosiones.

Rifles especiales
- Rifle Dragón: Es un rifle soviético semiautomático con capacidad de hasta 10 municiones, es muy potente y elimina a un enemigo de un disparo, sirve para cubrir largas distancias gracias a su mirada de larga distancia. Es alusivo a un fusil SVD Dragunov.
- T-Bolt Sniper: Es un rifle de acción de cerrojo con mira telescópica soviético similar al Rifle Dragón y con capacidad de ajustar la mira de regular o con mira de largo alcance. El Francotirador T-Bolt se sabe que es un rifle muy potente y precisa en el modo campaña, por lo que es útil para tomar a los enemigos fuertemente acorazados y los grandullones. También es capaz de eliminar al enemigo de un solo golpe. En resumen es un rifle de precisa y excepcional potencia, su único inconveniente es su escasez de munición que solo soporta 5 balas. En la realidad es el rifle Mosin-Nagant.

## Demo
La primera demo fue lanzada en el show de Jimmy Fallon donde se ve a Drake y a Sully atrapados en un viejo castillo francés en llamas.
En el E3 de 2011, se mostró una nueva demostración de la jugabilidad del juego, en la que Drake se encuentra a bordo de un crucero que, al parecer, ha sido asaltado, encontrándose en medio de una peligrosa tormenta.
En junio de 2011, se lanzó una beta multijugador para los usuarios de PlayStation Plus, y en julio para todos los miembros de PlayStation Network.
Durante la Gamescom 2011 se presenta otro gameplay en el que Drake intenta subir a un avión de carga, este se pone en marcha, y Drake logra colarse con la ayuda de Elena. Luego hay una escena de lucha en el avión, tiroteos hasta que explota y Drake sale disparado. De fondo se puede ver que esa escena se lleva a cabo en pleno desierto.

## Recepción
Uncharted 3 ha sido aclamado y perfectamente recibido por los críticos. La revista Playstation Magazine en español dio una puntuación acertada de 9.8 sobre 10, considerándola "una obra maestra difícil de olvidar". Metacritic y GameRankings le dieron un porcentaje sobresaliente de 92/100 y 91.95%, respectivamente. IGN agregó en su reseña "Desde principio a fin, sea modo campaña o multijugador, Uncharted 3 canta con melodía. Los personajes, los gráficos, el sonido y la historia lo definen. Uncharted 3 es una experiencia apasionante".

### Ventas
Sony ha confirmado que Uncharted 3 ha vendido de 6,10 millones de unidades a nivel mundial hasta la fecha. Por lo tanto, la trilogía Uncharted ha vendido en total 18 millones de unidades aproximadamente. Siendo el tercer título exclusivo de PS3 más vendido solo superado por predecesor, Uncharted 2: El reino de los ladrones, con 6,37 millones de copias vendidas hasta la fecha y Gran Turismo con cerca de 11 millones. Y superando Little Big Planet con 5 millones hasta la fecha, God Of War 3 con 4.93 millones de copias y Metal Gear Solid 4 con 5,90 millones de copias.